# Lipúria
La lipidúria, també anomenada lipúria, és la presència de lípids a l'orina.
La lipúria s'ha observat més sovint en pacients amb síndrome nefròtica
També se la considera un marcador de l'embòlia per greixos.